# تیسور، روگالاند
تیسْوَر،(به نروژی و انگلیسی: Tysvær) یک محدوده شهرداری، در شبه جزیره هوگسوند، در شهرستان هاگالاند، واقع در استان روگالاند در کشور نروژ است. محدودهٔ شهرداری تیسْوَر، در سمت شرق محدودهٔ شهرداری هوگسوند، واقع شده‌است.
تیسْوَر، بین بوکنافیورد در جنوب؛ و اسویو در شمال قرار گرفته‌است. در سمت غرب یک آبدره که شاخهٔ شمالی بوکنافیورد محسوب می‌شود، مرز محدودهٔ شهرداری تیسْوَر را مشخص می‌کند. در شمال شرقی و جنوب شرقی نیز، باز شاخه‌هایی از بوکنافیورد، تعیین مرز می‌کنند. در محدودهٔ شهرداری تیسْوَر، تنها یک جزیرهٔ نسبتاً بزرک وجود دارد.
شهرداری تیسْوَر، در سال ۱۸۴۹ بعد از جدایی از شهرداری سابق «شُولد» تأسیس شد. در آن زمان تیسْوَر، ۱۷۸۴ نفر سکنه داشت. پس از آن زمان تا سال ۱۹۶۵ مرزهای تیسْوَر، تغییری نکرد، تا این که در آن سال به دنبال الحاق بخش‌هایی از چند محدودهٔ شهرداری‌های سابق، گسترش پیدا کرد. در سال ۱۹۶۹ یک بخش دیگر زراعی از شهرداری ویندافیورد به تیسْوَر، منتقل شد؛ و به این ترتیب تیسْوَر، در سمت جنوب غربی با کارموی، در غرب با هوگسوند، و در شمال با اسویو، همسایه شد.
مرکز اداری محدوده شهرداری تیسْوَر، آکسدال نام دارد. محدودهٔ شهرداری تیسْوَر، ۴۰۰ کیلومتر مربع را می‌پوشاند. این شهرداری دارای ۱۱۰۲۸ نفر جمعیت است و در مرتفع‌ترین نقطه، ۶۳۱ متر از سطح دریا بالاتر قرار گرفته‌است.